# Issenhausen
Issenhausen – miejscowość i gmina we Francji, w regionie Grand Est, w departamencie Dolny Ren.
Według danych na rok 1990 gminę zamieszkiwały 74 osoby, 35 os./km².